# جميل علي حسن
جميل علي حسن (1932 - 31 ديسمبر 2018) شاعر سوري. ولد في قرية عين شقاق ونشأ بها وفي اللاذقية. حصل على أهلية التعليم الابتدائي من دار المعلّمين في حلب، 1950. ثم نال الإجازة في اللغة العربيّة من جامعة دمشق عام 1960. عمل مدرّسًا للغة العربية في سوريا، ثمّ في الإمارات العربية المتحدة. كتب الشعر منذ شبابه ونشره في عدد من المجلات العربية. له مؤلفات ودراسات ودواوين شعرية.

## سيرته
ولد جميل علي حسن في سنة 1932 م/ 1350 هـ في قرية عين شقاق منطقة جبلة في محافظة اللاذقية. في عائلة متوسطة الحال، وكان والده زارعًا. تعلّم الكتابة وقراءة القرآن في كتّاب القرية، وفي عام 1940 دخل مدرسة القرية، حصل على الشهادة الابتدائية من مدرسة في جبلة. درس الثانوية في اللاذقية وفيما بعد حصل على الشهادة المتوسطة من الثانوية الأرثوذكسية في حمص، ثمّ انتقلت إلى دار المعلمين في حلب، وبقي هناك ثلاث سنوات لإنهاء دراسته حتى تخرج في عام 1950. 

اشتغل بالتعليم في عام 1951 وصار معلماً وحيداً للمرحلة الابتدائية في مدرسة تتألف من خمسة صفوف في قرية بشراغي التابعة لمدينة جبلة، وفي عام 1952 علّم في مدينة الحسكة، وفي أثناء ذلك تقدم لامتحان البكالوريا في دير الزور، وحصل على الشهادة، ثم درس اللغة العربية عام 1956 في الجامعة السورية في دمشق، وتخرج عام 1960، كما علّم في إدلب وقرى طرطوس وجبلة، ومديراً للتأهيل التربوي في الإمارات، وموجّهاً للغة العربية في الساحل السوري.

توفي جميل علي حسن في يوم 31 ديسمبر 2018/ 23 ربيع الآخر 1440. 

## شعره
كتب الشعر منذ شبابه ونشره في عدد من المجلات العربية. قال عن بدايته «حين نطقت الشعر نطقته موزوناً، والأذن الموسيقية التي أملكها تساعدني في نظم الشعر، فبدأت كتابته في المرحلة الإعدادية، وكان عمري ثلاثاً وعشرين سنة عندما التقيت الشاعر بدوي الجبل في حفل تأبيني، وألقيت قصيدة وهو يهزّ لي برأسه، وحينئذٍ قال لي: (أنت شاعر، اقرأ وأكثر من القراءة)،»

في عام 1963 طبع أول ديوان له بعنوان بواكير غضة، وكتب مقدمته سليمان العيسى، وله سبعة عشر كتاباً مطبوعاً من بينها الدواوين والملاحم الشعرية. 

## حياته الشخصية
كان يقرأ ويكتب يومياً، ويتمتّع بصحّة جيدة، ويجتمع بأصدقائه في أيام تقاعده. ابنته هي كاتبة وروائية سوسن جميل حسن. 

## مؤلفاته
- بواكير غضّة، ديوان شعر، 1962
- شهرزاد في العاصفة، ملحمة شعرية
- نديم محمد، سيرة حياة وقراءة شعر، 2000
- ملاحم على الورق: قصائد طويلة: أبو نواس، أبو الطيب، أبو العلاء [7]
- لوحات غير ملونة، مجموعة شعرية، 1992
- قراءات في الشعر السوري الحديث ، دراسة أدبية، 2006
- وحدة الإيقاع الكوني؛ الموسيقا الكونية، 2015
- وحدة اللغة الكونية، 2007
- وحدة النص القرآني، 2014
- وحدة الكون والتكوين، 2014

## وصلات خارجية
- في موقع أرشيف المجلات